# Bjurholm
Bjurholm – miejscowość (tätort) w Szwecji, w regionie administracyjnym (län) Västerbotten, siedziba gminy Bjurholm.
Według danych Szwedzkiego Urzędu Statystycznego liczba ludności wyniosła: 1000 (31 grudnia 2015), 1030 (31 grudnia 2018) i 1026 (31 grudnia 2019).